# 夕鶴

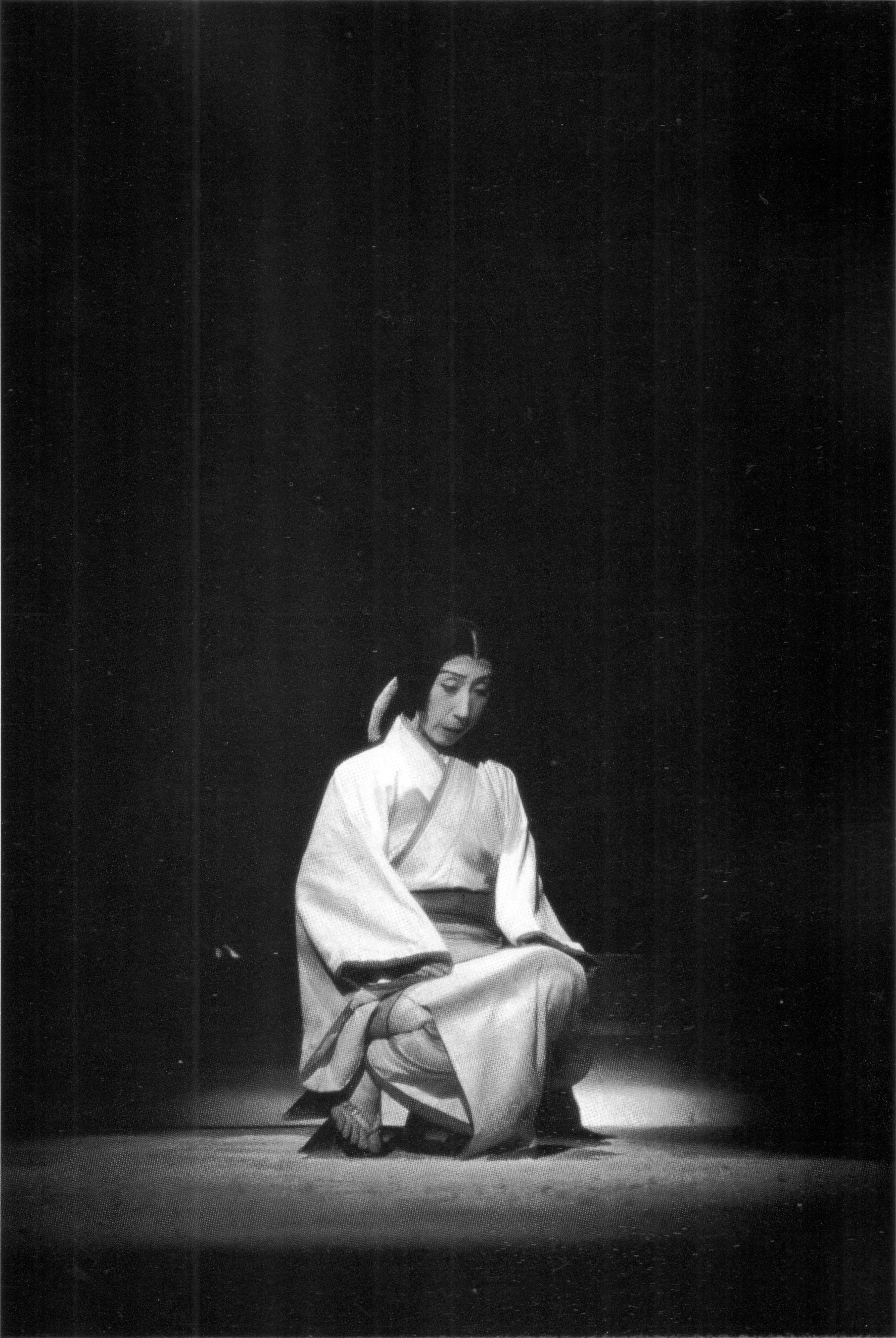
『夕鶴』のつうを演じる
山本安英（木村伊兵衛撮影、1952年）

『夕鶴』（ゆうづる）は、木下順二作の戯曲。「鶴女房」（内容は鶴の恩返し）を題材としている。
雑誌『婦人公論』1949年1月号に掲載された。初演は1949年（昭和24年）10月27日、場所は奈良県丹波市町（現・天理市）の天理教施設で、劇団『ぶどうの会』が、演出岡倉士朗、主演山本安英で上演した。
山本を主演とする公演は、1986年までに1037回実施された。

## 登場人物
与ひょう（よひょう）

つう

運ず（うんず）

惣ど（そうど）

子供たち

## 物語
与ひょうは、ある日罠にかかって苦しんでいた一羽の鶴を助けた。
後日、与ひょうの家を「女房にしてくれ」と一人の女性つうが訪ねてくる。夫婦として暮らし始めたある日、つうは「織っている間は部屋を覗かないでほしい」と約束をして、素敵な織物を与ひょうに作って見せる。
つうが織った布は、「鶴の千羽織」と呼ばれ、知り合いの運ずを介し高値で売られ、与ひょうにもお金が入ってくる。その噂を聞きつけた惣どが運ずとともに与ひょうをけしかけ、つうに何枚も布を織らせる。
約束を破り惣どと運ず、さらには与ひょうは、織っている姿を見てしまう。そこにあったのは、自らの羽を抜いては生地に織り込んでいく、文字通り"我が身を削って"織物をしている与ひょうが助けた鶴の姿だった。正体を見られたつうは、与ひょうの元を去り、傷ついた姿で空に帰っていくのだった。

## 作品の素材
新潟県佐渡郡相川町北片辺（現・佐渡市）に伝わる民話「鶴女房」をもとに作られた。
しかし、ストーリーは本来の民話や童話よりも複雑で、「お金」に取り憑かれていく人間と「お金」を理解しない鶴という対比によって、暗に経済至上主義への批判を行っている。

## 制作・上演史
木下が本作を執筆したのは1948年である。木下のメモによると、同年11月11日に脱稿した台本を山本安英の元に持ち込んで朗読を依頼した。この際木下は山本に「あなたを考えて書いたから、読んでみてやれるところまでやって見せて下さい」と話したという。この段階ではタイトルがなく、木下と山本が考える中で「”夕”という幽（かす）かな響きをもったことばがふっと出てきて」（山本）題が決まったという。
前記の通り、『婦人公論』1949年1月号に発表され、同年5月6日にNHK大阪放送局よりラジオドラマとして全国放送された（演出：岡倉士朗、出演：山本安英・宇野重吉・清水将夫・加藤嘉）。同年10月の初演以来、与ひょうは桑山正一が演じた。以後、「ぶどうの会」で1964年まで公演が実施される（後述の解散発表に伴い、1964年10月から12月までは「ぶどうの会解散残務処理委員会」の主催）。またこの間、1960年9月から11月にかけて山本は「第一次訪中日本新劇団」の副団長として中華人民共和国を訪問した際、北京・武漢・上海・広州で5回（上海のみ2回）の上演をおこなっている（子役は中国の俳優を起用）。「ぶどうの会」（解散残務処理委員会を含む）としての本作の上演は372回だった。
山本は1964年9月に「ぶどうの会」の解散を発表し、翌1965年11月に「山本安英の会」を発足させた。「山本安英の会」として『夕鶴』の上演を再開したのは1966年9月だった。
1967年は公演がなく、1968年の公演から与ひょう役が宇野重吉となる。桑山正一は「450回以上」与ひょう役を務めた。1970年は再び上演がなかった。ここまでの上演では初演から担当した岡倉士朗の演出を、1959年の岡倉の没後も踏襲してきたが、このタイミングで初めて見直しが入り、作者の木下が1971年の公演から演出も担当することになった。与ひょう役も2世茂山千之丞に交代した。茂山はそのまま「山本安英の会」での公演終了まで与ひょうを演じ続け、500回以上出演した。
1984年7月24日に福島市公会堂の公演で通算1000回を達成した。1986年4月に「一千回達成記念公演」をおこない、「山本安英の会」としての最後の上演となった。この間、木下順二は本作の上演を、プロの他の劇団には許可しなかった（アマチュアに対してはその限りではなかった）。
山本死去から4年後の1997年には、坂東玉三郎がつう、渡辺徹が与ひょうを演じる形で公演が実施された。

## 記念碑

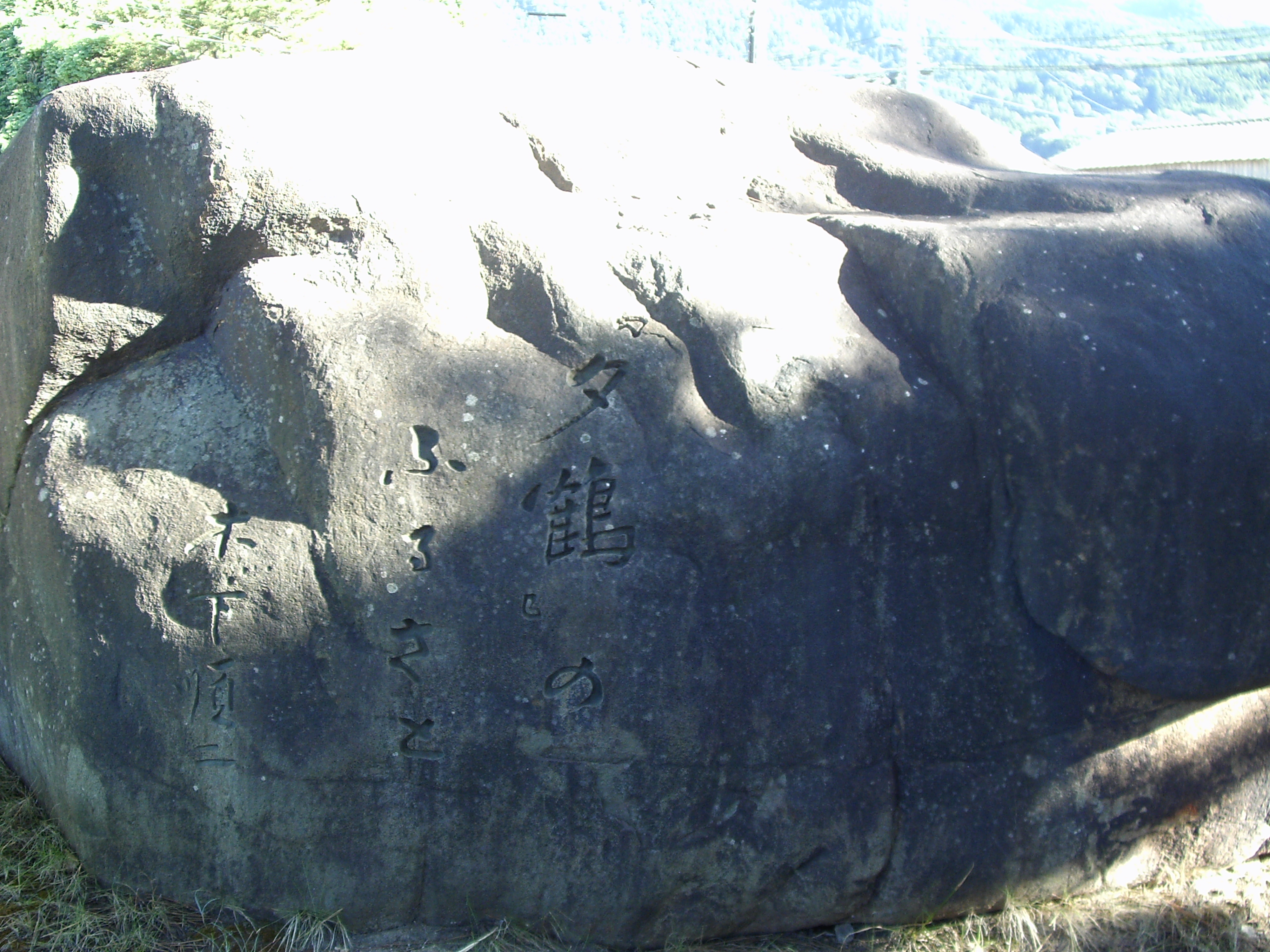
片辺民話の里（夕鶴の碑）

民話の再録された佐渡市北片辺には、1987年に木下順二の筆で「『夕鶴』のふるさと」と刻まれた文学碑が建立され、同年10月に木下と山本安英が出席して除幕式がおこなわれた。同地には隣接して、民話再録者の鈴木棠三の記念碑も建立されている。

## 派生作品
- 夕鶴 (オペラ) - 舞台版の音楽を担当した團伊玖磨によるオペラ化作品。一言一句戯曲を変更してはならないという木下からの承諾条件の下に作曲された。
- トランフィヤドラルナ（スウェーデン語版）（鶴の羽） - スウェーデンのスヴェン＝エリック・ベック（英語版）とベルティル・マルンベルグ（英語版）によるオペラ化作品。

また、1953年には能楽の様式で本作を演じる試みもなされている（つうは片山博太郎、与ひょうはのちに舞台でも演じる2世茂山千之丞だった）。

## 影響
少女漫画『ガラスの仮面』の作中に登場する架空の戯曲作品『紅天女』について、作者の美内すずえは『夕鶴』のあり方（木下が山本にのみつう役を許したという点）がモデルであると述べている。『ガラスの仮面』作中においても、「第一章　千の仮面を持つ少女」で、上演権をもつ月影千草とそれを狙う大都芸能の速水真澄、演出家の小野寺一の間の言い争うシーンで、木下と山本のエピソードについて、月影千草が語るシーンがある。